# Luís Alberto Melo
Luís Alberto Melo (Curitiba, 13 de noviembre de 1947) es un actor brasileño.

## Trayectoria
Actuó durante muchos años bajo la dirección del exigente Antunes Filho, siendo protagonista de varios espectáculos notables, entre ellos Vereda da Salvação , Gilgamesh y la obra Trono de Sangue, adaptación de la obra Macbeth de Shakespeare , en 1992, considerada por muchos como la mejor interpretación de Macbeth en el teatro brasileño .

### Teatro
- Macunaíma ( Mário de Andrade )
- La hora y la hora de Augusto Matraga ( Guimarães Rosa )
- Xica da Silva , (Luis Alberto de Abreu)
- Zona Norte Paraíso ( Nélson Rodrigues )
- Nova Velha História (del mito de Caperucita Roja )
- Trono de sangre / Macbeth (William Shakespeare)
- Camino de Salvación (Jorge de Andrade)
- Gilgamesh (basado en el poema épico sumerio)
- Sonata Kreutzer (basada en el cuento de Tolstoi)
- Salomé (Oscar Wilde)
- Nijinski - Divino Bufão (basado en los diarios del brillante bailarín y coreógrafo ruso)
- Cosa del perro y la cosa del hombre
- Dentro de 200 años
- Lo que me gustaría decir
- RockAntygona (basado en la tragedia griega de Sófocles)
- Ausencia